# Понталинда
Понталинда (порт. Pontalinda)  —  муниципалитет в Бразилии, входит в штат Сан-Паулу. Составная часть мезорегиона Сан-Жозе-ду-Риу-Прету. Входит в экономико-статистический  микрорегион Жалис. Население составляет 3830 человек на 2006 год. Занимает площадь 210,257 км². Плотность населения — 18,2 чел./км².

## История
Город основан 15 августа 1948 года.

## Статистика
- Валовой внутренний продукт на 2003 составляет 45.136.255,00 реалов (данные: Бразильский институт географии и статистики).
- Валовой внутренний продукт на душу населения на 2003 составляет 12.208,89 реалов (данные: Бразильский институт географии и статистики).
- Индекс развития человеческого потенциала на 2000 составляет 0,731 (данные: Программа развития ООН).